# Chapab

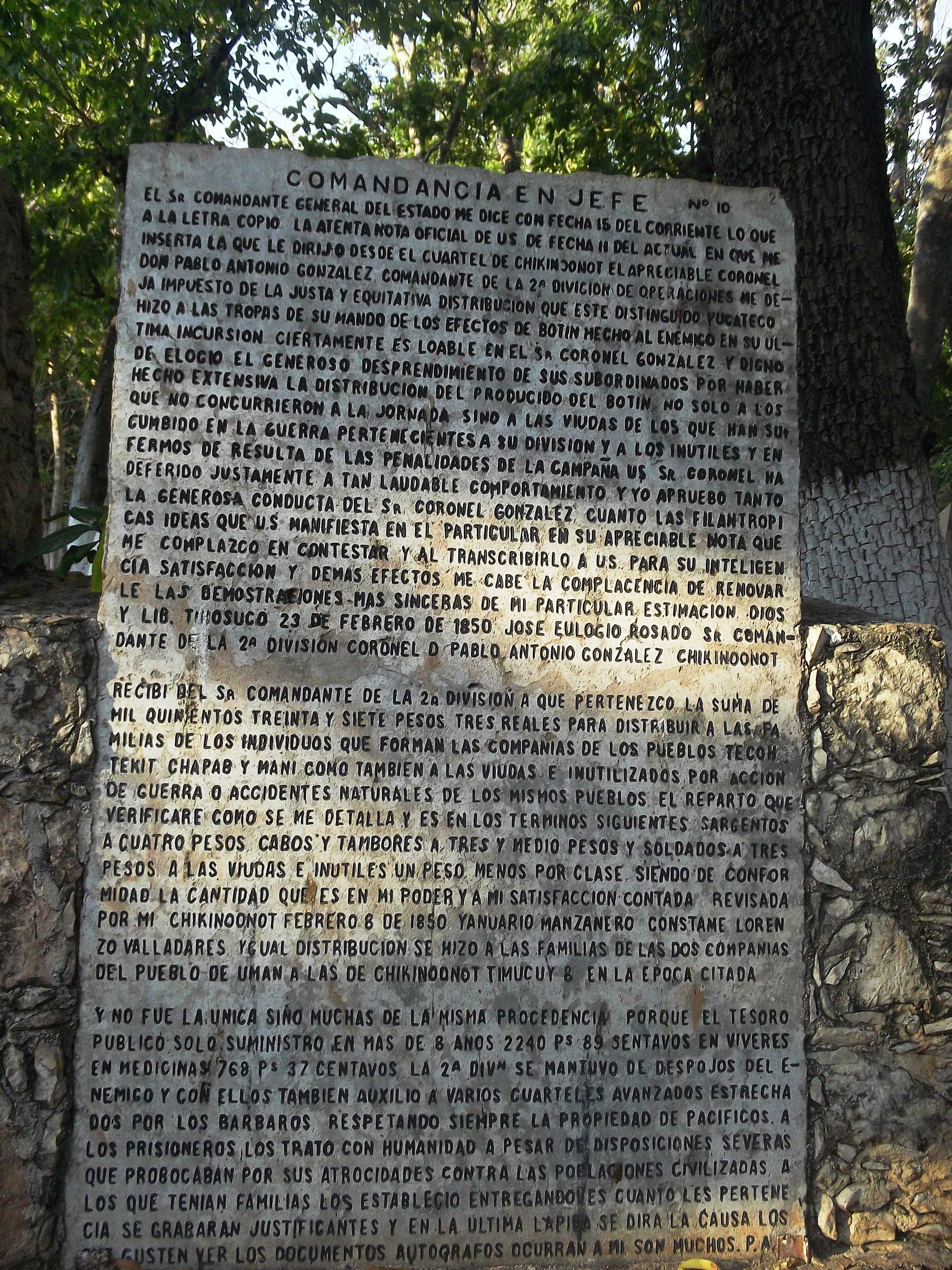
Piedra grabada que narra un episodio de la Guerra de Castas ocurrido en Chapab.

Chapab es una localidad del estado de Yucatán, México, cabecera del municipio homónimo, ubicada aproximadamente 63 kilómetros al sureste de la ciudad de Mérida, capital del estado, y 15 km al nor-oriente de la ciudad de Ticul.

## Toponimia
El toponímico Chapab significa en idioma maya recobrar lo despoblado por provenir de los vocablos chha, recobrar y pab contracción de paab despoblar algún lugar.

## Datos históricos
Chapab está enclavado en el territorio que fue la jurisdicción de los Tutul Xiúes antes de la conquista de Yucatán.
Sobre la fundación de la localidad no se conocen datos precisos antes de la conquista de Yucatán por los españoles. Se sabe, sin embargo, que durante la colonia estuvo bajo el régimen de las encomiendas. 
En 1825, después de la independencia de Yucatán, Chapab formó parte del Partido de Ticul, con cabecera en Ticul. 

## Sitios de interés turístico
En Chapab se encuentra el edificio de una ex-casa cural y un templo en el que se venera a San Pedro Apóstol, ambos construidos en el siglo XVIII.
También, en las inmediaciones se encuentra el casco de una exhacienda llamada Ycmán.